# Підлісне (Житомирський район)
Підлі́сне (колишні назви: Вольвахівка (Вольварівка), Зелена Поляна) — село в Україні, у Житомирському районі, Житомирської області. Входить до складу Курненської сільської громади. Населення становить 73 осіб.

## Історія
Колишня німецька колонія Вольвахівка (також — Вольварівка) на власній землі, що розташовувалась на берегах річки Світлиця та Велика Ведмедиця.
В колонії була своя лютеранська капличка (парафія — м. Житомир) та школа, а також три млини.
Станом на 1906 рік жителів — 409 чоловік, 1925 — 454 чоловіка.
У 1925—54 роках — адміністративний центр Вольвахівської сільської ради Пулинського (Червоноармійського) району.
Більшість місцевих жителів постраждали під час примусової депортації німців та репресій.
З серпня 1960 року — Зелена Поляна. З червня 1969 року має назву Підлісне.

## Населення

### Мова
Розподіл населення за рідною мовою за даними перепису 2001 року:
| Мова       | Кількість | Відсоток |
| ---------- | --------- | -------- |
| українська | 72        | 98.63%   |
| російська  | 1         | 1.37%    |
| Усього     | 73        | 100%     |